# Panamski dokumenti
Panamski dokumenti (engleski Panama papers) povjerljivi su dokumenti panamske pravne tvrtke Mossack Fonseca koja se specijalizirala za usluge otvaranja i vođenja offshore računa i kompanija. Sastoje se od
11,5 milijuna dokumenata obujma od 2,6 terabajta podataka o poslovanjima u poreznim oazama koje je anonimni zviždač (John Doe) predao 2015. godine novinaru Süddeutsche Zeitunga. 
Nakon toga je Međunarodni konzorcij istraživačkih novinara (ICIJ) koordinirao godinu dana dugo evaluaciju podataka i daljnje pretraživanje.
Dana 3. travnja, 2016. predstavile su 109 novine, televizijske postaje i on-line medije u 76 zemalja istovremeno prve rezultate. Popis osobama i tvrtkama bit će objavljen je 9. svibnja 2016.
Panamski dokumenti otkrivaju detalje o skrivenim financijskim transakcijama 12 aktualnih i bivših svjetskih vođa, 128 političara i javnih dužnosnika, milijardera, slavnih osobe, sportskih zvijezda
i drugih javnih osoba koje pomoću tvrtki sa sjedištem u poreznim oazama izbjegavaju plaćanje poreza.
Dokumenti su e-mailovi, pisama, faksovi, osnivački dokumenti, ugovori o kreditima, fakture i bankovna izvješća u PDF formatu i slikovnim datotekama i pokrivaju razdoblje od 1977. do kraja 2015., a uključuju i 214.000 offshore pravnih subjekata
U dokumentima su otkriveni i neki pojedinci i tvrtke iz Hrvatske.

## Vanjske poveznice
- Službena stranica ICJ